# Baryscapus spartifoliellae
Baryscapus spartifoliellae är en stekelart som beskrevs av Graham 1991. Baryscapus spartifoliellae ingår i släktet Baryscapus och familjen finglanssteklar. Inga underarter finns listade.